# Ткаченко Олександр Григорович
Олекса́ндр Григо́рович Ткаче́нко (6 листопада 1970 — 11 липня 2014) — український провоохоронець майор (посмертно) спецпризначенець .

## Короткий життєпис
Народився 6 листопада 1970 року в місті Глухів Сумської області. Закінчив Глухівську середню школу № 3, а в 1991 року закінчив Сумський державний університет за спеціальністю інженер-механік.
У лавах української міліції з 2004 року — міліціонер окремого батальйону патрульно-постової служби Сумського міськвідділу. Згодом працював на оперативних посадах у підрозділах карного розшуку і боротьби з незаконним обігом наркотиків. Від травня 2011 по лютий 2013 року — інспектор групи документування роти міліції особливого призначення «Беркут», до початку війни з Росією — інспектор чергової частини спеціальної роти міліції УМВС України в Сумській області.
За час війни з Росією врятував сотні людських життів. Знайшов десятки мін, встановлених терористами. При звільненні окупованих населених пунктів підгодовував людей із власного пайка. На початку липня зумів звільнити в Миколаївці 150 заручників терористів.

## Загибель
Колона автомобілів з правоохоронцями вирушила «зачищати» територію звільненого від терористів Сіверська, передовий автомобіль із Ткаченком підірвався на фугасі. Власне, своєю смертю врятував щонайменше 30 своїх колег, які їхали позаду нього.
14 липня 2014 року сумська міліція прощалася із капітаном перед останньою дорогою. Вдома залишилися дружина й син.

## Відзнаки
- Орден «За мужність» I ст. (26 липня 2014, посмертно) — за особисту мужність і героїзм, виявлені у захисті державного суверенітету та територіальної цілісності України.[2]
- Відзнаки МВС України, серед них медалі «За сумлінну службу» III ст., «За доблесть і відвагу в службі карного розшуку України» II ст., «90 років карному розшуку України», «За відзнаку в службі» II ст.
- Почесний громадянин м. Суми.

## Ушанування пам'яті
6 листопада 2016 року на будинку, де мешкав з батьками на вул. Ціолковського, 7 у Глухові, відкрито пам'ятну дошку з ініціативи мешканців будинку.